# Liga ACB 2023-24
La temporada 2023-24 de la Liga ACB fue la 41.ª temporada de la liga española de clubes de baloncesto de la era ACB. La temporada regular comenzó el 23 de septiembre de 2023 y finalizó el 12 de junio de 2024. El campeón fue el Real Madrid, que logró su título número 37.

## Equipos participantes

### Información de los equipos
| Equipo                 | Ciudad                     | Entrenador       | Pabellón                             | Aforo  | Proveedor | Patrocinador principal                     | Fundación |
| ---------------------- | -------------------------- | ---------------- | ------------------------------------ | ------ | --------- | ------------------------------------------ | --------- |
| BAXI Manresa           | Manresa                    | Pedro Martínez   | Pavelló Nou Congost                  | 5000   | Pentex    | Baxi                                       | 1931      |
| Casademont Zaragoza    | Zaragoza                   | Porfirio Fisac   | Pabellón Príncipe Felipe             | 10 744 | Mercury   | Casademont                                 | 2002      |
| C. B. Gran Canaria     | Las Palmas de Gran Canaria | Jaka Lakovič     | Gran Canaria Arena                   | 11 500 | Spalding  | Cabildo de Gran Canaria                    | 1963      |
| Club Joventut Badalona | Badalona                   | Carles Durán     | Palacio Mun. De Deportes de Badalona | 12 760 | Spalding  | Fundación Probitas                         | 1930      |
| F. C. Barcelona        | Barcelona                  | Roger Grimau     | Palau Blaugrana                      | 7585   | Nike      | Assistència Sanitària                      | 1926      |
| Lenovo Tenerife        | San Cristóbal de La Laguna | Txus Vidorreta   | Pabellón Insular Santiago Martín     | 5100   | Austral   | Lenovo                                     | 1939      |
| Bàsquet Girona         | Gerona                     | Salva Camps      | Fontajau                             | 5500   | Nike      | FIATC                                      | 2014      |
| Monbus Obradoiro       | Santiago de Compostela     | Moncho Fernández | Multiusos Fontes do Sar              | 6666   | Geff      | Monbus                                     | 1970      |
| Covirán Granada        | Granada                    | Pablo Pin        | Palacio Municipal de Deportes        | 9000   | Vive      | Covirán                                    | 2012      |
| Real Madrid            | Madrid                     | Chus Mateo       | WiZink Center                        | 17 500 | Adidas    | Autohero                                   | 1931      |
| Río Breogán            | Lugo                       | Veljko Mršić     | Pazo dos Deportes                    | 5310   | Adidas    | Río de Galicia                             | 1966      |
| Baskonia               | Vitoria                    | Joan Peñarroya   | Fernando Buesa Arena                 | 15 504 | Puma      | Kosner                                     | 1959      |
| Surne Bilbao Basket    | Bilbao                     | Jaume Ponsarnau  | Bilbao Arena                         | 10 014 | Hummel    | Surne                                      | 2000      |
| Unicaja Málaga         | Málaga                     | Ibon Navarro     | Martín Carpena                       | 11 300 | Joma      | Unicaja Banco                              | 1977      |
| UCAM Murcia            | Murcia                     | Sito Alonso      | Palacio de los Deportes de Murcia    | 7348   | Hummel    | Universidad Católica San Antonio de Murcia | 1985      |
| Valencia Basket        | Valencia                   | Álex Mumbrú      | Pabellón Municipal Fuente San Luis   | 8500   | Luanvi    | Pamesa Cerámica                            | 1986      |
| Zunder Palencia        | Palencia                   | Marco Justo      | Pabellón Municipal de Palencia       | 5204   | Kappa     | Zunder                                     | 1979      |
| MoraBanc Andorra       | Andorra la Vieja           | Natxo Lezkano    | Polideportivo de Andorra             | 5000   | Hummel    | Morabanc                                   | 1970      |

### Árbitros
| Nº | Árbitro                      | CCAA                 | Antigüedad | Internacional | Internacional desde |
| -- | ---------------------------- | -------------------- | ---------- | ------------- | ------------------- |
| 15 | Juan Carlos García González  | País Vasco           | 27         | Euroliga      | 2003                |
| 20 | Òscar Perea Lorente          | Cataluña             | 24         | —             |                     |
| 22 | Francisco Araña Santana      | Canarias             | 24         | FIBA          | 2007                |
| 27 | Antonio Conde Ruiz           | Andalucía            | 23         | FIBA          | 2004                |
| 31 | Carlos Peruga Embid          | Aragón               | 23         | Euroliga      | 2012                |
| 33 | Miguel Ángel Pérez Pérez     | Galicia              | 25         | Euroliga      | 2003                |
| 35 | Emilio Pérez Pizarro         | Castilla-La Mancha   | 24         | Euroliga      | 2003                |
| 43 | Benjamín Jiménez Trujillo    | Andalucía            | 20         | Euroliga      | 2011                |
| 44 | Carlos Cortés Rey            | Galicia              | 21         | Euroliga      | 2010                |
| 50 | Luis Miguel Castillo Larroca | Región de Murcia     | 17         | FIBA          | 2015                |
| 53 | Rubén Sánchez Mohedas        | País Vasco           | 15         | —             |                     |
| 54 | Fernando Calatrava Cuevas    | Comunidad Valenciana | 14         | FIBA          | 2003                |
| 55 | Jorge Martínez Fernández     | Castilla y León      | 14         | —             |                     |
| 57 | Sergio Manuel Rodríguez      | País Vasco           | 12         | FIBA          | 2019                |
| 59 | Juan de Dios Oyón Cauqui     | Cataluña             | 12         | —             |                     |
| 60 | Rafael Serrano Velázquez     | Comunidad de Madrid  | 11         | —             |                     |
| 61 | Jordi Aliaga Solé            | Cataluña             | 11         | Euroliga      | 2016                |
| 63 | Martín Caballero Madrid      | Comunidad de Madrid  | 10         | —             |                     |
| 64 | Raúl Zamorano Sánchez        | Comunidad de Madrid  | 9          | FIBA          | 2019                |
| 65 | Esperanza Mendoza Holgado    | Extremadura          | 7          | FIBA          | 2017                |
| 66 | Alfonso Olivares Iglesias    | Comunidad de Madrid  | 7          | —             |                     |
| 67 | Arnau Padrós Feliu           | Cataluña             | 7          | FIBA          | 2021                |
| 68 | Alberto Sánchez Sixto        | Andalucía            | 7          | FIBA          | 2019                |
| 69 | Javier Torres Sánchez        | Aragón               | 7          | FIBA          | 2019                |
| 70 | Alberto Baena Arroyo         | Cataluña             | 6          | FIBA          | 2021                |
| 71 | Iyán González Gálvez         | Asturias             | 6          | —             |                     |
| 72 | Carlos Merino Campos         | Comunidad de Madrid  | 6          | —             |                     |
| 73 | Yasmina Alcaraz Moreno       | Cataluña             | 5          | FIBA          | 2019                |
| 74 | Joaquín García González      | Andalucía            | 5          | FIBA          | 2021                |
| 75 | Roberto Lucas Martínez       | Aragón               | 5          | —             |                     |
| 76 | Vicente Martínez Silla       | Comunidad Valenciana | 5          | —             |                     |
| 77 | David Sánchez Benito         | Castilla y León      | 5          | —             |                     |
| 78 | Cristóbal Sánchez Cutillas   | Región de Murcia     | 5          | —             |                     |
| 79 | Fabio Fernández Esteban      | Comunidad de Madrid  | 4          | —             |                     |
| 80 | Andrés Fernández Carretero   | Cataluña             | 4          | —             |                     |
| 81 | Héctor Báez Batista          | Canarias             | 3          | —             |                     |
| 82 | Guillermo Ríos Marcos        | Galicia              | 1          | —             |                     |

## Temporada regular

### Clasificación
|                                       | Equipo                 | J  | G  | P  | %    | PF    | PC    | DP   |
| ------------------------------------- | ---------------------- | -- | -- | -- | ---- | ----- | ----- | ---- |
| 1                                     | Unicaja Málaga         | 34 | 28 | 6  | 82,4 | 3.016 | 2.627 | 389  |
| 2                                     | Real Madrid            | 34 | 28 | 6  | 82,4 | 3.001 | 2.707 | 294  |
| 3                                     | Fútbol Club Barcelona  | 34 | 23 | 11 | 67,6 | 2.985 | 2.769 | 216  |
| 4                                     | Valencia Basket        | 34 | 21 | 13 | 61,8 | 2.856 | 2.788 | 68   |
| 5                                     | UCAM Murcia            | 34 | 21 | 13 | 61,8 | 2.829 | 2.735 | 94   |
| 6                                     | Lenovo Tenerife        | 34 | 21 | 13 | 61,8 | 2.845 | 2.760 | 85   |
| 7                                     | Dreamland Gran Canaria | 34 | 20 | 14 | 58,8 | 2.859 | 2.771 | 88   |
| 8                                     | BAXI Manresa           | 34 | 19 | 15 | 55,9 | 2.878 | 2.875 | 3    |
| 9                                     | Baskonia               | 34 | 18 | 16 | 52,9 | 3.008 | 3.004 | 4    |
| 10                                    | Club Joventut Badalona | 34 | 16 | 18 | 47,1 | 2.776 | 2.939 | -163 |
| 11                                    | MoraBanc Andorra       | 34 | 13 | 21 | 38,2 | 2.884 | 2.894 | -10  |
| 12                                    | Casademont Zaragoza    | 34 | 13 | 21 | 38,2 | 2.799 | 2.893 | -94  |
| 13                                    | Surne Bilbao Basket    | 34 | 13 | 21 | 38,2 | 2.677 | 2.777 | -100 |
| 14                                    | Bàsquet Girona         | 34 | 13 | 21 | 38,2 | 2.754 | 2.914 | -160 |
| 15                                    | Covirán Granada        | 34 | 11 | 23 | 32,4 | 2.752 | 2.930 | -178 |
| 16                                    | Río Breogán            | 34 | 11 | 23 | 32,4 | 2.530 | 2.674 | -144 |
| 17                                    | Monbus Obradoiro       | 34 | 11 | 23 | 32,4 | 2.760 | 2.868 | -108 |
| 18                                    | Zunder Palencia        | 34 | 6  | 28 | 17,6 | 2.682 | 2.966 | -284 |
| Fuente: ACB; actualización automática |                        |    |    |    |      |       |       |      |

| En zona de clasificación a la Play offs Por el título y Clasificado a la Copa Del Rey |
| En zona de clasificación a la Descenso a Primera FEB                                  |

### Resultados
| Local \ Visitante      | BAR    | BKN     | GIR    | BAX   | CAZ    | COV    | DGC    | JOV    | LNT     | MOB   | MBA     | RMB    | BRE   | SBB    | UCM     | UNI    | VBC    | ZPA    |
| ---------------------- | ------ | ------- | ------ | ----- | ------ | ------ | ------ | ------ | ------- | ----- | ------- | ------ | ----- | ------ | ------- | ------ | ------ | ------ |
| Barça                  | —      | 82–62   | 115–78 | 82–83 | 109–68 | 80–69  | 95–89  | 95–79  | 94–83   | 92–90 | 91–87   | 85–79  | 85–88 | 91–82  | 97–86   | 91–92  | 76–79  | 102–94 |
| Baskonia               | 103–96 | —       | 92–96  | 94–86 | 102–94 | 104–88 | 76–88  | 78–81  | 104–100 | 89–79 | 108–95  | 85–99  | 76–74 | 92–72  | 94–79   | 84–93  | 83–74  | 94–82  |
| Bàsquet Girona         | 75–81  | 85–93   | —      | 83–84 | 79–89  | 80–61  | 88–64  | 67–82  | 66–79   | 78–77 | 107–104 | 74–93  | 87–83 | 81–68  | 82–76   | 78–82  | 92–88  | 84–86  |
| Baxi Manresa           | 77–87  | 82–90   | 101–87 | —     | 81–75  | 90–84  | 78–71  | 102–89 | 73–76   | 76–56 | 90–97   | 88–94  | 83–68 | 90–81  | 83–88   | 77–88  | 98–96  | 92–91  |
| Casademont Zaragoza    | 101–99 | 80–85   | 81–74  | 90–80 | —      | 77–84  | 94–101 | 113–83 | 100–106 | 98–79 | 72–76   | 70–79  | 63–61 | 77–63  | 82–76   | 100–92 | 75–85  | 103–96 |
| Covirán Granada        | 61–94  | 81–90   | 91–102 | 93–94 | 78–70  | —      | 74–67  | 86–83  | 68–80   | 77–74 | 91–88   | 76–83  | 84–85 | 87–79  | 101–104 | 62–90  | 81–88  | 109–85 |
| Dreamland Gran Canaria | 73–83  | 98–80   | 78–86  | 97–92 | 111–85 | 89–75  | —      | 97–79  | 82–94   | 87–80 | 97–92   | 100–77 | 86–60 | 83–75  | 91–80   | 76–69  | 79–71  | 100–73 |
| Joventut               | 75–93  | 77–72   | 96–90  | 81–83 | 95–84  | 86–80  | 89–75  | —      | 96–88   | 78–69 | 84–94   | 73–101 | 78–70 | 81–78  | 75–82   | 85–81  | 80–76  | 89–77  |
| Lenovo Tenerife        | 80–83  | 95–78   | 74–60  | 84–80 | 64–70  | 89–83  | 93–92  | 90–70  | —       | 87–92 | 71–53   | 76–82  | 88–81 | 101–84 | 75–73   | 87–86  | 86–94  | 92–71  |
| Monbus Obradoiro       | 84–89  | 108–95  | 85–79  | 86–94 | 80–72  | 77–94  | 72–81  | 97–71  | 86–97   | —     | 101–89  | 74–85  | 83–72 | 77–78  | 79–87   | 78–90  | 75–97  | 84–64  |
| MoraBanc Andorra       | 108–92 | 85–68   | 93–66  | 86–90 | 85–80  | 88–62  | 77–98  | 79–86  | 66–79   | 92–89 | —       | 70–89  | 63–69 | 87–78  | 98–73   | 81–87  | 99–71  | 87–74  |
| Real Madrid            | 86–79  | 106–100 | 92–79  | 72–83 | 101–70 | 94–80  | 97–71  | 95–92  | 80–78   | 79–69 | 85–76   | —      | 91–58 | 95–80  | 106–92  | 93–99  | 83–74  | 91–68  |
| Río Breogán            | 63–79  | 79–88   | 93–75  | 85–89 | 82–77  | 85–79  | 70–77  | 85–77  | 76–54   | 88–90 | 97–92   | 73–80  | —     | 68–80  | 74–83   | 65–76  | 59–61  | 73–65  |
| Surne Bilbao Basket    | 68–72  | 82–80   | 80–74  | 74–54 | 86–83  | 94–93  | 81–71  | 92–71  | 93–94   | 72–75 | 95–73   | 84–87  | 68–76 | —      | 77–68   | 43–67  | 93–78  | 80–97  |
| UCAM Murcia            | 82–73  | 88–76   | 81–73  | 87–74 | 82–77  | 91–78  | 95–69  | 105–73 | 80–68   | 94–81 | 99–86   | 73–61  | 68–61 | 96–76  | —       | 65–88  | 77–85  | 90–77  |
| Unicaja                | 91–71  | 95–91   | 111–80 | 91–77 | 83–72  | 92–70  | 80–77  | 113–91 | 98–75   | 87–74 | 92–86   | 81–87  | 87–70 | 101–84 | 96–71   | —      | 76–82  | 93–69  |
| Valencia Basket        | 71–68  | 111–101 | 85–89  | 84–79 | 76–69  | 75–81  | 79–86  | 83–76  | 98–73   | 85–79 | 86–82   | 99–93  | 88–80 | 79–85  | 83–82   | 63–83  | —      | 111–93 |
| Zunder Palencia        | 83–84  | 94–101  | 76–80  | 88–95 | 80–88  | 83–91  | 82–58  | 69–75  | 68–89   | 75–81 | 77–70   | 78–86  | 74–59 | 78–72  | 66–76   | 72–86  | 77–101 | —      |

### Clasificación a Competiciones Europeas
|                                       | Equipo                 | J  | G  | P  | %    | PF    | PC    | DP   |
| ------------------------------------- | ---------------------- | -- | -- | -- | ---- | ----- | ----- | ---- |
| 1                                     | Unicaja Málaga         | 34 | 28 | 6  | 82,4 | 3.016 | 2.627 | 389  |
| 2                                     | Real Madrid            | 34 | 28 | 6  | 82,4 | 3.001 | 2.707 | 294  |
| 3                                     | Fútbol Club Barcelona  | 34 | 23 | 11 | 67,6 | 2.985 | 2.769 | 216  |
| 4                                     | Valencia Basket        | 34 | 21 | 13 | 61,8 | 2.856 | 2.788 | 68   |
| 5                                     | UCAM Murcia            | 34 | 21 | 13 | 61,8 | 2.829 | 2.735 | 94   |
| 6                                     | Lenovo Tenerife        | 34 | 21 | 13 | 61,8 | 2.845 | 2.760 | 85   |
| 7                                     | Dreamland Gran Canaria | 34 | 20 | 14 | 58,8 | 2.859 | 2.771 | 88   |
| 8                                     | BAXI Manresa           | 34 | 19 | 15 | 55,9 | 2.878 | 2.875 | 3    |
| 9                                     | Baskonia               | 34 | 18 | 16 | 52,9 | 3.008 | 3.004 | 4    |
| 10                                    | Club Joventut Badalona | 34 | 16 | 18 | 47,1 | 2.776 | 2.939 | -163 |
| 11                                    | MoraBanc Andorra       | 34 | 13 | 21 | 38,2 | 2.884 | 2.894 | -10  |
| 12                                    | Casademont Zaragoza    | 34 | 13 | 21 | 38,2 | 2.799 | 2.893 | -94  |
| 13                                    | Surne Bilbao Basket    | 34 | 13 | 21 | 38,2 | 2.677 | 2.777 | -100 |
| 14                                    | Bàsquet Girona         | 34 | 13 | 21 | 38,2 | 2.754 | 2.914 | -160 |
| 15                                    | Covirán Granada        | 34 | 11 | 23 | 32,4 | 2.752 | 2.930 | -178 |
| 16                                    | Río Breogán            | 34 | 11 | 23 | 32,4 | 2.530 | 2.674 | -144 |
| 17                                    | Monbus Obradoiro       | 34 | 11 | 23 | 32,4 | 2.760 | 2.868 | -108 |
| 18                                    | Zunder Palencia        | 34 | 6  | 28 | 17,6 | 2.682 | 2.966 | -284 |
| Fuente: ACB; actualización automática |                        |    |    |    |      |       |       |      |

| En zona de clasificación a la EuroLiga               |
| En zona de clasificación a la EuroCup                |
| En zona de clasificación a la Champions League       |
| En zona de clasificación a la Descenso a Primera FEB |

## Playoffs por el título
|  | Cuartos de final | Cuartos de final       | Cuartos de final | Cuartos de final | Cuartos de final |     |             | Semifinales | Semifinales | Semifinales | Semifinales | Semifinales | Semifinales | Semifinales |  |   | Final       | Final | Final | Final | Final |  |
|  |                  |                        |                  |                  |                  |     |             |             |             |             |             |             |             |             |  |   |             |       |       |       |       |  |
|  |                  |                        |                  |                  |                  |     |             |             |             |             |             |             |             |             |  |   |             |       |       |       |       |  |
|  | 1                | Unicaja                | 87               | 86               |                  |     |             |             |             |             |             |             |             |             |  |   |             |       |       |       |       |  |
|  | 1                | Unicaja                | 87               | 86               |                  |     |             |             |             |             |             |             |             |             |  |   |             |       |       |       |       |  |
|  | 8                | Baxi Manresa           | 79               | 63               |                  |     |             |             |             |             |             |             |             |             |  |   |             |       |       |       |       |  |
|  | 8                | Baxi Manresa           | 79               | 63               |                  | 1   | Unicaja     | 79          | 83          | 74          | 88          | 70          |             |             |  |   |             |       |       |       |       |  |
|  |                  |                        |                  |                  |                  | 1   | Unicaja     | 79          | 83          | 74          | 88          | 70          |             |             |  |   |             |       |       |       |       |  |
|  |                  |                        | 5                | UCAM Murcia      | 88               | 101 | 66          | 79          | 79          |             |             |             |             |             |  |   |             |       |       |       |       |  |
|  | 4                | Valencia Basket        | 5                | UCAM Murcia      | 88               | 101 | 66          | 79          | 79          | 86          | 83          | 77          |             |             |  |   |             |       |       |       |       |  |
|  | 4                | Valencia Basket        |                  |                  |                  |     |             |             |             |             |             | 77          |             |             |  |   |             |       |       |       |       |  |
|  | 5                | UCAM Murcia            | 96               | 72               | 84               |     |             |             |             |             |             |             |             |             |  |   |             |       |       |       |       |  |
|  | 5                | UCAM Murcia            | 96               | 72               | 84               |     |             |             |             |             |             |             |             |             |  | 5 | UCAM Murcia | 76    | 63    | 73    |       |  |
|  |                  |                        |                  |                  |                  |     |             |             |             |             |             |             |             |             |  | 5 | UCAM Murcia | 76    | 63    | 73    |       |  |
|  |                  |                        | 2                | Real Madrid      | 84               | 79  | 84          |             |             |             |             |             |             |             |  |   |             |       |       |       |       |  |
|  | 2                | Real Madrid            | 2                | Real Madrid      | 84               | 79  | 84          | 105         | 73          |             |             |             |             |             |  |   |             |       |       |       |       |  |
|  | 2                | Real Madrid            |                  |                  |                  |     |             |             |             |             |             |             |             |             |  |   |             |       |       |       |       |  |
|  | 7                | Dreamland Gran Canaria | 70               | 71               |                  |     |             |             |             |             |             |             |             |             |  |   |             |       |       |       |       |  |
|  | 7                | Dreamland Gran Canaria | 70               | 71               |                  | 2   | Real Madrid | 97          | 104         | 95          |             |             |             |             |  |   |             |       |       |       |       |  |
|  |                  |                        |                  |                  |                  | 2   | Real Madrid | 97          | 104         | 95          |             |             |             |             |  |   |             |       |       |       |       |  |
|  |                  |                        | 3                | Barça            | 78               | 98  | 92          |             |             |             |             |             |             |             |  |   |             |       |       |       |       |  |
|  | 3                | Barça                  | 3                | Barça            | 78               | 98  | 92          | 96          | 97          |             |             |             |             |             |  |   |             |       |       |       |       |  |
|  | 3                | Barça                  |                  |                  |                  |     |             |             |             |             |             |             |             |             |  |   |             |       |       |       |       |  |
|  | 6                | Lenovo Tenerife        | 86               | 92               |                  |     |             |             |             |             |             |             |             |             |  |   |             |       |       |       |       |  |
|  | 6                | Lenovo Tenerife        | 86               | 92               |                  |     |             |             |             |             |             |             |             |             |  |   |             |       |       |       |       |  |
|  |                  |                        |                  |                  |                  |     |             |             |             |             |             |             |             |             |  |   |             |       |       |       |       |  |

## Galardones

### Jugador de la jornada
| Jornada | Jugador               | Equipo                 | Val. | Ref.   |
| ------- | --------------------- | ---------------------- | ---- | ------ |
| 1       | Markus Howard         | Baskonia               | 32   | [ 3 ]  |
| 2       | Džanan Musa           | Real Madrid            | 31   | [ 4 ]  |
| 3       | Simon Birgander       | UCAM Murcia            | 32   | [ 5 ]  |
| 4       | Chima Moneke          | Baskonia               | 37   | [ 6 ]  |
| 5       | Kristian Kullamäe     | Surne Bilbao Basket    | 33   | [ 7 ]  |
| 6       | Thomas Scrubb         | Monbus Obradoiro       | 32   | [ 8 ]  |
| 6       | Joe Thomasson         | Covirán Granada        | 32   | [ 8 ]  |
| 7       | Trae Bell-Haynes      | Casademont Zaragoza    | 32   | [ 9 ]  |
| 8       | Nicolás Brussino      | Dreamland Gran Canaria | 34   | [ 10 ] |
| 9       | Ike Iroegbu           | Bàsquet Girona         | 30   | [ 11 ] |
| 10      | Christian Díaz        | Covirán Granada        | 30   | [ 12 ] |
| 11      | Willy Hernangómez     | Barça                  | 36   | [ 13 ] |
| 12      | Melwin Pantzar        | Surne Bilbao Basket    | 32   | [ 14 ] |
| 13      | Jaime Fernández       | Lenovo Tenerife        | 34   | [ 15 ] |
| 14      | Jean Montero          | MoraBanc Andorra       | 32   | [ 16 ] |
| 15      | Chima Moneke (2)      | Baskonia               | 29   | [ 17 ] |
| 16      | Chima Moneke (3)      | Baskonia               | 31   |        |
| 17      | Giorgi Shermadini     | Lenovo Tenerife        | 32   |        |
| 17      | A.J. Slaughter        | Dreamland Gran Canaria | 32   |        |
| 18      | Anžejs Pasečņiks      | Zunder Palencia        | 38   |        |
| 19      | Anžejs Pasečņiks (2)  | Zunder Palencia        | 34   |        |
| 20      | Jean Montero (2)      | MoraBanc Andorra       | 37   |        |
| 21      | Vincent Poirier       | Real Madrid            | 37   |        |
| 22      | Marko Todorović       | UCAM Murcia            | 39   |        |
| 23      | Willy Hernangómez (2) | Barça                  | 44   |        |
| 24      | Álex Reyes            | Bilbao Basket          | 30   | [ 18 ] |
| 25      | Giorgi Shermadini (2) | Lenovo Tenerife        | 37   | [ 19 ] |
| 26      | Giorgi Shermadini (3) | Lenovo Tenerife        | 38   |        |
| 27      | Vincent Poirier (2)   | Real Madrid            | 32   | [ 20 ] |
| 28      | Chris Jones           | Valencia Basket        | 37   | [ 21 ] |
| 29      | Giorgi Shermadini (4) | Lenovo Tenerife        | 43   |        |
| 30      | Ante Tomić            | Joventut               | 34   |        |
| 31      | Tadas Sedekerskis     | Baskonia               | 36   |        |
| 32      | Khem Birch            | Bàsquet Girona         | 30   |        |
| 33      | Vanja Marinković      | Baskonia               | 39   |        |
| 34      | Jean Montero (3)      | MoraBanc Andorra       | 47   |        |

### Jugador del mes
| Mes        | Jornadas | Jugador               | Equipo                 | Val. | G–P | Ref    |
| ---------- | -------- | --------------------- | ---------------------- | ---- | --- | ------ |
| Septiembre | 1–3      | Džanan Musa           | Real Madrid            | 22,3 | 3–0 | [ 22 ] |
| Octubre    | 4–7      | Edy Tavares           | Real Madrid            | 23,3 | 4–0 | [ 23 ] |
| Noviembre  | 8–11     | Nicolás Brussino      | Dreamland Gran Canaria | 26,8 | 3–1 | [ 24 ] |
| Diciembre  | 12–16    | Chima Moneke          | Baskonia               | 25.4 | 3–2 | [ 25 ] |
| Enero      | 17–20    | Giorgi Shermadini     | Lenovo Tenerife        | 24.3 | 3–1 | [ 26 ] |
| Febrero    | 21–22    | Marko Todorović       | UCAM Murcia            | 29.0 | 2–0 | [ 27 ] |
| Marzo      | 23–27    | Giorgi Shermadini (2) | Lenovo Tenerife        | 22.4 | 4–1 | [ 28 ] |
| Abril      | 28–31    | Jean Montero          | MoraBanc Andorra       | 23.5 | 3–1 | [ 29 ] |